# Элмет
Элмет (Эльфед) (англ. Elmet, Elfed ) — бриттское королевство, которое располагалось на территории Западного Ридинга в современном Йоркшире.

## История
Королевство было образовано около 460 года, выделившись из состава королевства Регед. Первым королём Элмета стал Масгвид Глофф, сын Гургуста, правителя Эбрука.
Южная граница королевства проходила по реке Шиф, восточная — по реке Ворф. Королевство граничило с англо-саксонскими королевствами Дейра и Мерсия. Располагалось на территориях современных графств Ноттингемшир, Дербишир, Стаффордшир, Лестершир и Саут-Йоркшир.
На рубеже V-VI в.в. Элмет участвовал в создании королевства Калхвинед.Во второй половине VI века правители Элмета участвовали в войнах бритских королей против англов, однако неудачно. А в 616 году Элмет был захвачен королём Дейры Эдвином Святым, присоединивший территорию Элмета к своим владениям.

## Правители Элмета
- Масгвид Глофф (460—495)
- Ллаенног ап Масгвид (495—540), сын предыдущего
- Артуис ап Масгвид (540—560), брат предыдущего
- Гвалог ап Ллаенног (560—590), сын Ллаеннога
- Карадог ап Гвалог (590—616), сын предыдущего, ум. в 618 году